# Dungeons and Dragons: Eye of the Beholder
Dungeons and Dragons: Eye of the Beholder est un jeu vidéo de rôle développé par Pronto Games et édité par Infogrames, sorti en 2002 sur Game Boy Advance.

## Accueil
- GameSpot : 5,1/10[1]
- Jeuxvideo.com : 14/20[2]